# Любавас
Любавас (лит. Liubavas) — деревня в Калварийском самоуправлении Мариямпольского уезда Литвы. Административный центр Любавасского староства.

## География
Деревня расположена на юго-западе Литвы, в пределах Судувской возвышенности, к северу от реки Шешупе, вблизи государственной границы с Польшей, на расстоянии приблизительно 27 километров к юго-западу от города Мариямполе, административного центра уезда. Абсолютная высота — 160 метров над уровнем моря.
Ближайшие населённые пункты — Клинавас, Мантримай, Скайсчай, Скайстеляй, Жиогайчай.

## Климат
Климат характеризуется как влажный континентальный с тёплым летом (Dfb  в классификации климатов Кёппена). Среднегодовая температура воздуха составляет 6,2 °C. Средняя температура самого холодного месяца (января) составляет −5,4 °С, самого жаркого месяца (июля) — 16,5 °С. Расчётная многолетняя норма осадков — 609 мм.

## История
В 1734 году польским королём Августом III поселению были дарованы магдебургское право и герб. В 1770 году был возведён костёл Св. Троицы. В 1850 году населённый пункт утратил статус города и стал центром сельской гмины Кальварийского уезда.
В 1888 году в селе Любово проживало 1381 человек. В этнической структуре населения большинство составляли евреи (820 человек), остальные — поляки (521 человек), литовцы (30 человек) и мазуры (10 человек). В административном отношении село являлось центром одноимённой гмины Кальварийского уезда Сувалкской губернии.

## Население
По данным официальной переписи 2011 года численность населения Любаваса составляла 242 человека (113 мужчин и 129 женщин).